# Morton S. Biskind
Morton Sidney Biskind (ur. 14 stycznia 1906 w Cleveland w stanie Ohio, zm. w styczniu 1981 w Norwalk w stanie Connecticut) – amerykański lekarz i badacz z Westport w stanie Connecticut, który udokumentował korupcję klasy politycznej, a zwłaszcza tych, którzy zajmowali się truciznami w rolnictwie.
W 1950 roku 12 grudnia zeznawał przed Kongresem w sprawie szkodliwych skutków DDT. W 1953 roku opublikował artykuł „Public Health Aspects of the New Insecticides” American Journal of Digestive Diseases, w którym powiązał DDT z licznymi chorobami wśród zwierząt i ludzi.